# Диацетил
Диацетил (2,3-бутандион, диметилглиоксаль) — простейший представитель дикетонов с формулой С4H6O2.

## Свойства
Диацетил — желто-зелёная жидкость, имеет сильный, жирный запах сливочного масла и сметаны, но практически безвкусен. Растворяется в воде 25 %. С метанолом образует азеотроп (+62 °C, 25 %). Сильно летуч.

## Получение
- Синтезируют либо осторожным окислением метилэтилкетона, либо его нитрозированием с последующим гидролизом

{\displaystyle {\mathsf {CH_{3}CH_{2}COCH_{3}+NaNO_{2}+HCl\rightarrow CH_{3}C({\text{=}}NOH)COCH_{3}\rightarrow CH_{3}COCOCH_{3}+NH_{2}OH}}}
- действием сильных неорганических кислот в присутствии солей Hg на диацетилен
- дегидрированием 2,3-бутандиола[1]
- диацетил получают при ферментации как побочный продукт синтеза валина, когда дрожжи производят α-ацетолактат, который покидает клетку и спонтанно декарбоксилируется в диацетил. Дрожжи затем абсорбируют диацетил, и восстанавливают кето-группу с образованием ацетоина и 2,3-бутандиола, относительно не пахнущие соединения.

## Химические свойства
При действии разбавленной щёлочи образуется 2,5-дигидрокси-2,5-диметил-1,4-циклогександион (1), в концентрированной щёлочи образуется п-ксилохинон (2).
Подобно другим 1,2-дикетонам, с o-фенилендиамином диацетил даёт производное хиноксалина, с NH3 и альдегидами — имидазола.
При окислении гидропероксидами образуется уксусная кислота или её ангидрид.

## Нахождение в природе
Содержится в коровьем жире, некоторых эфирных маслах, обжаренном кофе, цикории, продуктах гидролиза древесины, пиролиза табака.
Встречается в дистилляционных водах после отгонки эфирных масел кипариса, казацкого можжевельника, корня ветиверы и ириса, западно-индийского сандалового дерева, хмеля, тмина, корня ангелики.
В соке винограда встречается в количествах 0,1— 0,5 мг/дм³, в винах — 0,5—5 мг/дм³. Образуется при окислении ацетоина во время брожения спиртового, яблочно-молочного, а также в процессе различных обработок вин. Количество диацетила находится в прямой зависимости от исходной концентрации сахара в сусле. Участвует в создании аромата вин: некоторым винам придаёт приятный запах лесного ореха или слегка прогорклого масла. Белые столовые вина, содержащие диацетил выше 1 мг/дм³, приобретают тона окисленности. Пороговая концентрация 0,7—0,8 мг/дм³.
В некоторых видах пива (English Pale ales), присутствие диацетила приемлемо или желательно в низких или иногда в средних концентрациях.

## Применение
Синтетический диацетил используется для создания некоторых ароматизаторов для пищевой промышленности при формировании запаха масла в производстве маргарина и других жировых пищевых продуктов. Хорошо маскирует синтетические добавки.

## Безопасность

### Безопасность при производстве
Национальный институт охраны труда США сделал заявление, в котором предположил возможность возникновения серьёзных последствий при долгом вдыхании паров диацетила.
Служащим нескольких заводов, производящих искусственные ароматизаторы сливочного масла, был поставлен диагноз облитерирующий бронхиолит — серьёзное заболевание легких. Среди пострадавших в основном были молодые, здоровые, некурящие мужчины. Против облитерирующего бронхиолита нет лечения, необходима трансплантация лёгких.
Против компаний-производителей были возбуждены судебные дела, и после этого Агентство по охране окружающей среды США запустило исследование химических свойств ароматизаторов масла, использующихся в производстве воздушной кукурузы. В марте 2004 года бывший сотрудник компании по производству воздушной кукурузы Эрик Пиплз получил $ 20 млн за невозместимый вред лёгким, полученный в ходе трудовой деятельности. 19 июля 2005 года присяжные присудили компенсацию в размере $2,7 млн ещё одному служащему завода по производству воздушной кукурузы из Миссури, у которого появились нарушения работы дыхательной системы из-за воздействия диацетила.
26 июля 2006 года Международный профсоюз водителей грузовиков, а также Международный профсоюз работников пищевой промышленности и торговли подали исковое заявление в Администрацию США по охране труда и здоровья, требуя ввести временные нормативы, связанные с чрезвычайным положением, чтобы защитить служащих от вдыхания очень вредных паров диацетила. Заявление сопровождалось подписями более чем 30ти выдающихся ученых. Но решение так и не было принято до сих пор. 21 января 2009 года Администрация США по охране труда и здоровья опубликовала предварительный вариант возможного закона, который бы ограничивал подверженность влиянию диацетила. Проект предусматривает предоставление данных о возможных нарушениях здоровья, способах оценки и сокращения подверженности вредному влиянию, специальном обучении персонала. Помимо диацетила, проект аналогично затрагивает такие вещества как ацетоин, ацетальдегид, уксусная кислота, фурфурол.
В законодательстве Калифорнии в данное время существуют два законопроекта на запрет использования диацетила.
Бюллетень и руководство Администрации США по охране труда и здоровья «Worker Alert» 2010 года рекомендует служащим использовать меры предосторожности, чтобы сократить потенциально смертельно опасные последствия работы с ароматизаторами масла, диацетилом или его заменителями.

### Безопасность потребителей
Специалист по лёгочным заболеваниям из Денверского Национального еврейского медицинского и исследовательского центра, доктор Сесиль Рос, в своём письме к федеральным властям и органам государственного регулирования предупредила о возможности развития облитерирующего бронхиолита из-за вдыхания паров диацетила не только у работников производства, но и у простых потребителей. Это связывают с приготовлением воздушной кукурузы, содержащей диацетил, в микроволновой печи. Первым это письмо опубликовал Дэвид Майклз из Университета Джорджа Вашингтона, Института Общественного Здоровья в своем блоге. Но единственным на данный момент примером служит случай, когда потребителю, который в течение как минимум 10 лет употреблял две упаковки воздушной кукурузы с маслом ежедневно, был поставлен диагноз, часто наблюдающийся у работников предприятий, подвергнувшихся влиянию диацетила, — облитерирующий бронхиолит. В этом случае, нарушение работы лёгких были объяснены вдыханием паров. Хоть это и редкий случай, но проба, взятая на кухне этого человека, показала такой же уровень диацетила, как и на местах производства воздушной кукурузы.
Американская Ассоциация производителей экстрактов и ароматизаторов рекомендовала уменьшить содержание диацетила в масле (24 сентября 2007 года). Первым брендом воздушной кукурузы, заменившим диацетил на другой ингредиент стал Pop Weaver, который выпускается компанией Weaver Popcorn Company (Индианаполис). 17 декабря 2007 года компания ConAgra Foods, выпускающая воздушную кукурузу под брендами Orville Redenbacher и Act II, официально сообщила, что во всех сортах воздушной кукурузы с маслом, выпускаемых ими, диацетил не будет использоваться. Продукция с изменённым составом появилась на полках магазинов уже в октябре 2007.

### Решение Европейской комиссии
Европейская комиссия разрешила использование диацетила в качестве ароматизатора во всех европейских странах. Но в недавнем времени Европейское ведомство по безопасности продуктов питания сделало заявление, в котором говорится, что диацетил наряду с другими ароматизаторами будет перепроверен научной экспертной группой по ароматизаторам и пищевым добавкам.